# Алинатунваям
Алинатунваям — река на северо-востоке полуострова Камчатка на территории Олюторского района Камчатского края. Длина реки — 21 км.
Исток расположен в сопках Пылгинского хребта полуострова Говена. Впадает в залив Корфа.
Гидроним имеет корякское происхождение, но его точное значение не установлено.

## Данные водного реестра
По данным государственного водного реестра России относится к Анадыро-Колымскому бассейновому округу. Код объекта в государственном водном реестре — 19060000212120000006264.